# Pyrgacris
Pyrgacris is een geslacht van rechtvleugeligen uit de familie Pyrgacrididae. De wetenschappelijke naam van dit geslacht is voor het eerst geldig gepubliceerd in 1968 door Descamps.

## Soorten
Het geslacht Pyrgacris omvat de volgende soorten:
- Pyrgacris descampsi Kevan, 1976
- Pyrgacris relictus Descamps, 1968